# ئی‌ام‌دی جی‌پی۲۰
ئی‌ام‌دی جی‌پی۲۰ (انگلیسی: EMD GP20) یک لوکوموتیو دیزلی ساخت شرکت جنرال موتورز الکترو-موتیو دیویژن است.
این لوکوموتیو که در سال ۱۹۵۹ تا ۱۹۶۲ تولید می‌شده دارای ۱۶ سیلندر و ۲۰۰۰ اسب بخار توان خروجی بوده است.

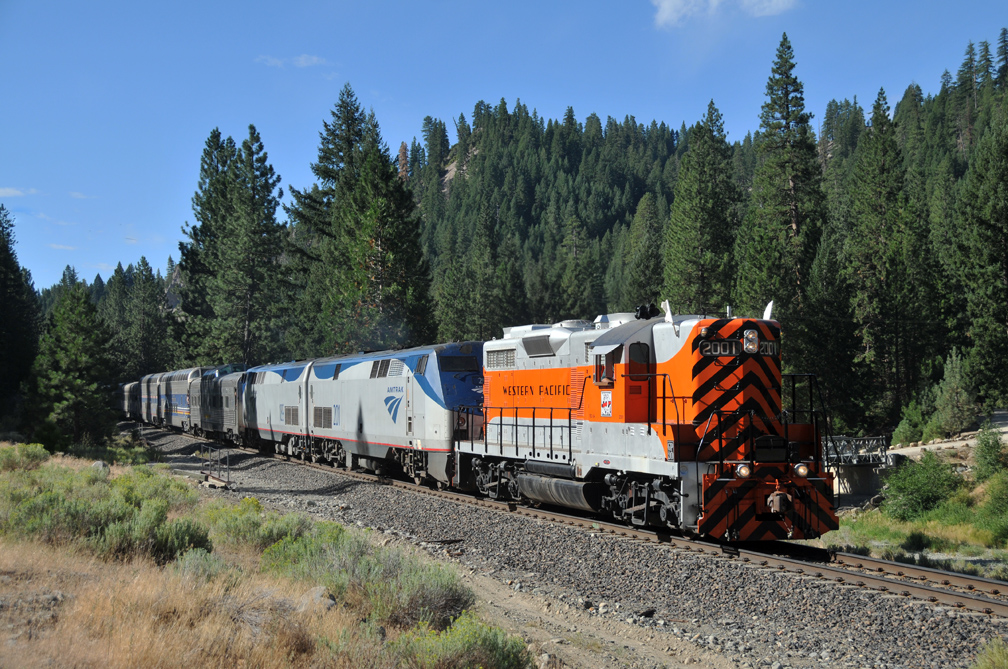